# Constrangimento ilegal
No Direito Penal brasileiro, o constrangimento ilegal, descrito no art. 146 do código penal brasileiro, dentro do capítulo que trata dos crimes contra a liberdade individual é um tipo penal.

## Objeto jurídico
Este dispositivo legal existe para proteger a autodeterminação das pessoas, a liberdade que elas têm não serem obrigadas a fazer ou deixar de fazer algo, senão em virtude de Lei.

## Sujeitos
O sujeito passivo deve ser qualquer pessoa que tenha autodeterminação, e que se veja forçada a realizar ou a se abster de determinada conduta pela ação do agente.
O agente pode ser qualquer pessoa que impeça o exercício da liberdade individual de outrem. Ressalte-se que se a conduta for realizada por funcionário público no exercício de suas funções, estaremos diante de outro crime, chamado abuso de poder.

## Núcleo do tipo
O núcleo do tipo penal é evitar uma conduta lícita utilizando vis corporalis ou vis compulsiva (violência corporal e ameaça, respectivamente), bem como qualquer outro meio que venha a impedir ou dificultar a resistência da vítima.
A violência pode ser dirigida à própria vítima, à terceiros ou a objetos, desde que efetivamente impeçam a lícita realização ou abstenção pretendida pela vítima.
Este tipo penal admite tentativa.

## Consunção
Sendo crime subsidiário, sempre ocorrerá a consunção, ou seja, será absorvido pelo crime mais grave cometido, dos quais o constrangimento seja apenas meio. Por exemplo, havendo um estupro não será o agente punido também pelo constrangimento ilegal, já que este crime é apenas elemento do outro.

## Aumento de pena
A pena será aumentada no constrangimento ilegal quando a execução do crime contar com mais de 3 pessoas  (art.146 paragrafo 1) ou se para realizar o constrangimento o agente fizer uso de armas ou de objetos que podem ser utilizados como arma.
Nestes casos, a pena será aplicada em dobro. É apenas aumento de pena, não é qualificadora.
Os concursos costumam fazer esse tipo de pegadinha com os concurseiros, qualificado é diferente de aumento de pena.

## Excludente de tipicidade
Há dois casos que não estão incluídos neste tipo penal. Se a autodeterminação for retirada de paciente que sofre intervenção médica sem seu consentimento, sempre e quando houver risco iminente de morte. Igualmente, não será típico o constrangimento que visa impedir um suicídio.
Exemplo: Se uma pessoa estiver com uma doença grave incurável e tiver tomado um tipo qualquer de veneno, a fim de eliminar sua vida.